# Естебан-Ечеверрія
Округ Естеба́н-Ечеве́рія (ісп. Esteban Echeverría) — адміністративно-територіальна одиниця 2-ого рівня у провінції Буенос-Айрес в центральній Аргентині. Адміністративний центр округу — Монте-Гранде (ісп. Monte Grande).
Населення округу становить 300959 осіб (2010). Площа — 144,14 кв. км.

## Історія
Округ заснований у 1913 році. Названий на честь аргентинського письменника Естебана Ечеверії.

## Населення
У 2010 році населення становило 300959 осіб. З них чоловіків — 147980, жінок — 152979.

## Політика
Округ належить до 3-ого виборчого сектору провінції Буенос-Айрес.